# Burka Avenger
Burka Avenger em português A Vingadora de Burca, é uma multi-premiada série animada de televisão paquistanesa criada e dirigida pelo famoso astro do rock paquistanês e ativista social, Aaron Haroon Rashid (AKA Haroon). Foi produzida pela Unicorn Black Studios em Islamabad, no Paquistão e atualmente vai ao ar no canal Geo Tez da Geo Network TV. A animação apresenta Jiya, uma "professora inspiradora", cujo alter ego é uma super-heroína vestindo uma burka. Jiya usa "Takht Kabaddi", uma arte marcial especial que incorpora livros e canetas, para combater o crime. "Inteligente, colorido e provocante, esta série de televisão sobre uma super-heroína no Paquistão envia uma mensagem clara sobre a emancipação da mulher que tem o potencial de afetar toda uma geração". A série foi exibido pela primeira vez em 28 de Julho de 2013 no idioma Urdu.

## Sinopse
A história se passa na cidade fictícia de Halwapur no norte do Paquistão, a cidade possui uma super-heroína que usa uma burca como um disfarce para esconder a sua identidade enquanto luta contra os vilões. A Vingadora de Burca é um alter ego de Jiya, uma "professora inspiradora" que trabalha em uma escola só para meninas. Jiya luta contra políticos corruptos e mercenários vingativos que tentam fechar as escolas para meninas, usando "Takht Kabadi", uma arte marcial que envolve jogar livros e canetas. Junto com os filhos Ashu,Immu e Mooli, a Burka Avenger luta contra o mago do mal Baba Bandook, seus capangas e o político corrupto Vadero Pajero.
Os personagens principais incluem os gêmeos Ashu e Immu, sua amiga Mooli (apelidada de rabanete), seu bode de estimação Golu, jiya (A Vingadora de Burca), o mago malvado Baba Bandook, o político corrupto Vadero Pajero e o pai adotivo de Jiya, Kabbadi Jan.

## Trilha Sonora
Os episódios de Burka Avenger tem músicas de artistas como Ali Zafar, Ali Azmat, e JoSH, bem como Haroon. O Rapper Adil Omar e Haroon lançaram um videoclipe com a Burka Avenger chamado "Don't Mess With the Lady in Black". Unicorn Black produziu um jogo de iPhone e um álbum musical, incluindo canções da série também está em produção.

## Ligações Externas
- Página Oficial
- Página da Produtora
- Burka Avenger. no IMDb.
- Burka Avenger no Facebook
- Burka Avenger na App Store